# C1-es busz (Zalaegerszeg)
A zalaegerszegi C1-es jelzésű autóbusz a Kertváros, Szent Család óvoda és Andráshida, sportpálya megállóhelyek között közlekedik. A vonalat a Volánbusz üzemelteti.

## Útvonala
| Andráshida, sportpálya felé | Kertváros, Szent Család óvoda felé |
| --- | --- |
| Kertváros, Szent Család óvoda vá. – Köztársaság útja – Alsóerdei út – Göcseji út – Csertán Sándor utca – Landorhegyi út – Platán sor – Ola utca – Hock János utca – Körmendi út – Teskándi út – Újhegyi út – forduló – Újhegyi út – Teskándi út – Körmendi út – Novák Mihály utca – Andráshida, sportpálya vá. | Andráshida, sportpálya vá. – Novák Mihály utca – Gazdaság utca – Körmendi út – Hock János utca – Ola utca – Platán sor – Landorhegyi út – Csertán Sándor utca – Göcseji út – Alsóerdei út – Köztársaság útja – Kertváros, Szent Család óvoda vá. |

## Megállóhelyei
| C1 (Kertváros, Szent Család óvoda ⇆ Andráshida, sportpálya) | C1 (Kertváros, Szent Család óvoda ⇆ Andráshida, sportpálya) | C1 (Kertváros, Szent Család óvoda ⇆ Andráshida, sportpálya) | C1 (Kertváros, Szent Család óvoda ⇆ Andráshida, sportpálya) | C1 (Kertváros, Szent Család óvoda ⇆ Andráshida, sportpálya) | C1 (Kertváros, Szent Család óvoda ⇆ Andráshida, sportpálya) | C1 (Kertváros, Szent Család óvoda ⇆ Andráshida, sportpálya) | C1 (Kertváros, Szent Család óvoda ⇆ Andráshida, sportpálya) |
| Perc (↓)                                                    | Perc (↓)                                                    | Perc (↓)                                                    | Perc (↓)                                                    | Megállóhely                                                 | Perc (↑)                                                    | Átszállási lehetőségek                                      |                                                             |
| ----------------------------------------------------------- | ----------------------------------------------------------- | ----------------------------------------------------------- | ----------------------------------------------------------- | ----------------------------------------------------------- | ----------------------------------------------------------- | ----------------------------------------------------------- | ----------------------------------------------------------- |
| 0                                                           |                                                             |                                                             |                                                             | Kórház (Göcseji út) induló végállomás                       |                                                             |                                                             |                                                             |
| 1                                                           | Városi fürdő (Göcseji út)                                   | 1, 1U, 1Y, 3, 3Y, 5U, 8, 8E, 9U, 10, 10Y, 11, 11A, 11Y, 41  |                                                             |                                                             |                                                             |                                                             |                                                             |
| 3                                                           | 0                                                           | 0                                                           | 0                                                           | Kertváros, Szent Család óvoda végállomás                    | 20                                                          | 8, 8C, 8E, 10Y, 11A, 11Y, 44, C2, C4                        |                                                             |
| 4                                                           | 1                                                           | 1                                                           | 1                                                           | Kertváros, Liszt Ferenc Általános Iskola                    | 19                                                          | 8, 8C, 10Y, 11A, 11Y, 44, C2, C4                            |                                                             |
| 5                                                           | 2                                                           | 2                                                           | 2                                                           | Kertvárosi ABC                                              | 18                                                          | 8, 8C, 10Y, 11A, 11Y, 44, C2, C4                            |                                                             |
| 6                                                           | 3                                                           | 3                                                           | 3                                                           | Kertváros, Eötvös József Általános Iskola                   | 17                                                          | 8, 8C, 10Y, 11A, 11Y, 44, C2, C4                            |                                                             |
| 7                                                           | 4                                                           | 4                                                           | 4                                                           | Kertváros, autóbusz-forduló                                 | 16                                                          | 8C, 8E, 10Y, 11Y, 30A, 44, C2, C4                           |                                                             |
| 9                                                           | 6                                                           | 6                                                           | 6                                                           | Tungsram (GE Hungary)                                       | 14                                                          | 10Y, 11Y, 30A, 30C, C2, C4                                  |                                                             |
| 10                                                          | 7                                                           | 7                                                           | 7                                                           | Csertán Sándor utca                                         | 13                                                          | 10, 10C, 10Y, 11, 11A, 11Y, 30, 48, C2, C4                  |                                                             |
| 11                                                          | 8                                                           | 8                                                           | 8                                                           | Landorhegyi út 20. (↓) Göcsej áruház (↑)                    | 12                                                          | 10, 10Y, 11, 11A, 11Y, 30, 48, C2, C4                       |                                                             |
| 12                                                          | 9                                                           | 9                                                           | 9                                                           | Fiú-diákotthon                                              | 11                                                          | 10, 10Y, 11, 11A, 11Y, 30, 48, C2, C4                       |                                                             |
| 13                                                          | 10                                                          | 10                                                          | 10                                                          | Landorhegyi ABC                                             | 10                                                          | 10, 10Y, 11, 11A, 11Y, 30, 48, C2, C4                       |                                                             |
| 14                                                          | 11                                                          | 11                                                          | 11                                                          | Platán sor - Gasparich utca                                 | 9                                                           | 10, 10C, 10E, 10Y, 11, 11A, 11Y, 26, 48, C4                 |                                                             |
| 15                                                          | 12                                                          | 12                                                          | 12                                                          | Olai bisztró vonalközi végállomás                           | 8                                                           | 1, 1A, 1E, 1U, 1Y, 10, 10Y, 11, 11A, 11Y, 24, 48, 69, C4    |                                                             |
| 17                                                          | 14                                                          | 14                                                          |                                                             | Malom utca (Zala Bútor)                                     | 6                                                           | 1, 1A, 1E, 1U, 1Y, 24, 69                                   |                                                             |
| 18                                                          | 15                                                          | 15                                                          | Kiskondás étterem                                           | 5                                                           | 1, 1A, 1E, 1U, 1Y, 24, 69                                   |                                                             |                                                             |
| 19                                                          | 16                                                          | 16                                                          | Hock János utca (Bíbor utca)                                | 4                                                           | 1, 1A, 1E, 1U, 1Y, 24, 69                                   |                                                             |                                                             |
| 21                                                          | 18                                                          | 18                                                          | Teskándi elágazó                                            | 2                                                           | 1, 1A, 1E, 1U, 1Y, 24, 69                                   |                                                             |                                                             |
| 23                                                          | ∫                                                           | ∫                                                           | Hűtőipari Zrt.                                              | ∫                                                           | 1U, 24, 69                                                  |                                                             |                                                             |
| 26                                                          | ∫                                                           | 19                                                          | Andráshida, bolt                                            | 1                                                           | 1, 1E, 1U, 24, 69                                           |                                                             |                                                             |
| 27                                                          | ∫                                                           | ∫                                                           | Andráshida, Novák Mihály utca                               | ∫                                                           | 1, 1E, 1U, 1Y, 24                                           |                                                             |                                                             |
| 28                                                          | 20                                                          | 20                                                          | Andráshida, sportpálya végállomás                           | 0                                                           | 1, 1E, 1U, 1Y, 69                                           |                                                             |                                                             |